# Storstrømsbroen
Storstrømsbroen ist eine 3199 Meter lange Brücke, welche die dänischen Inseln Falster und Masnedø miteinander verbindet. Von Masnedø aus läuft die Verbindung über die Masnedsundbroen weiter nach Seeland.

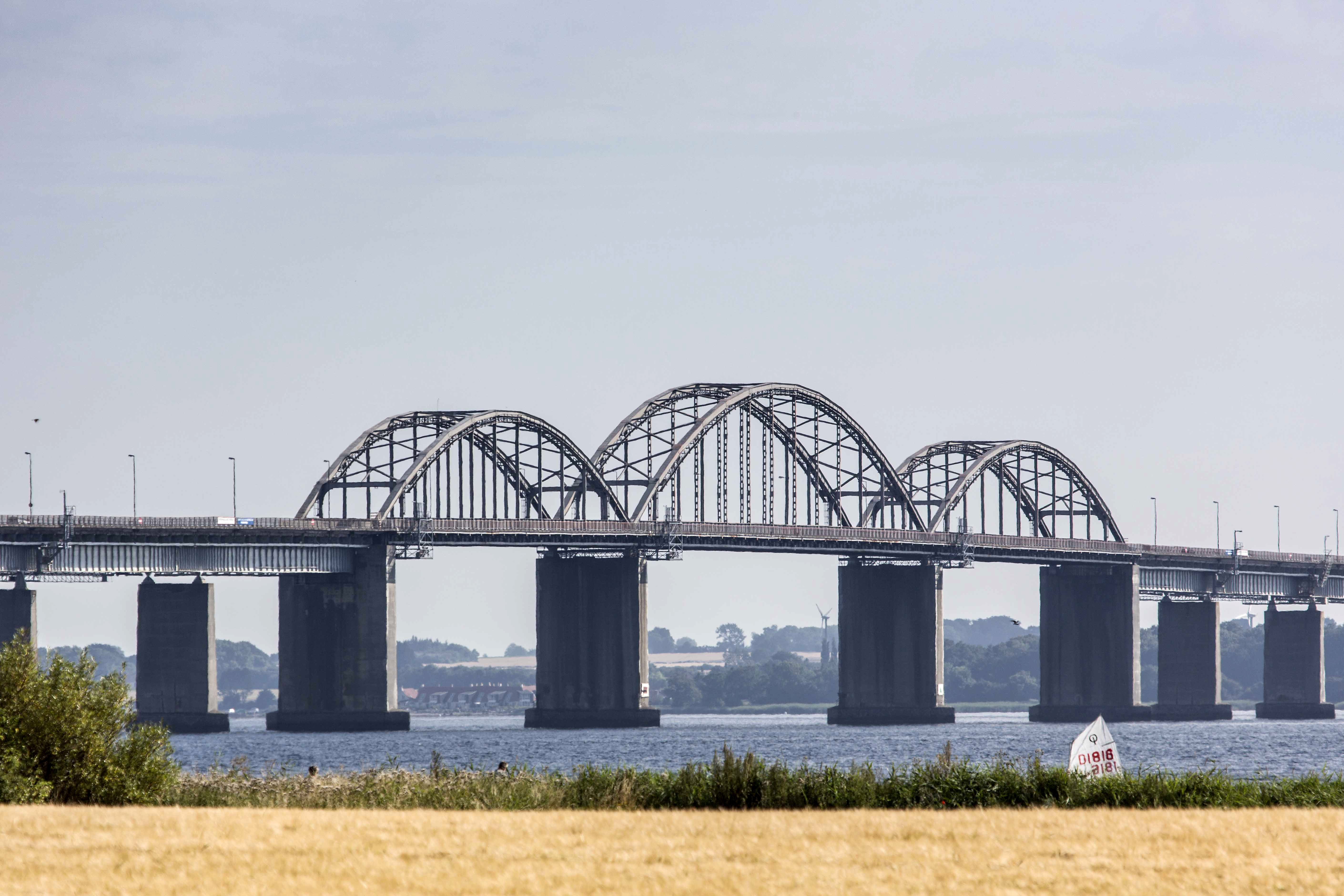
Die drei Hauptfelder

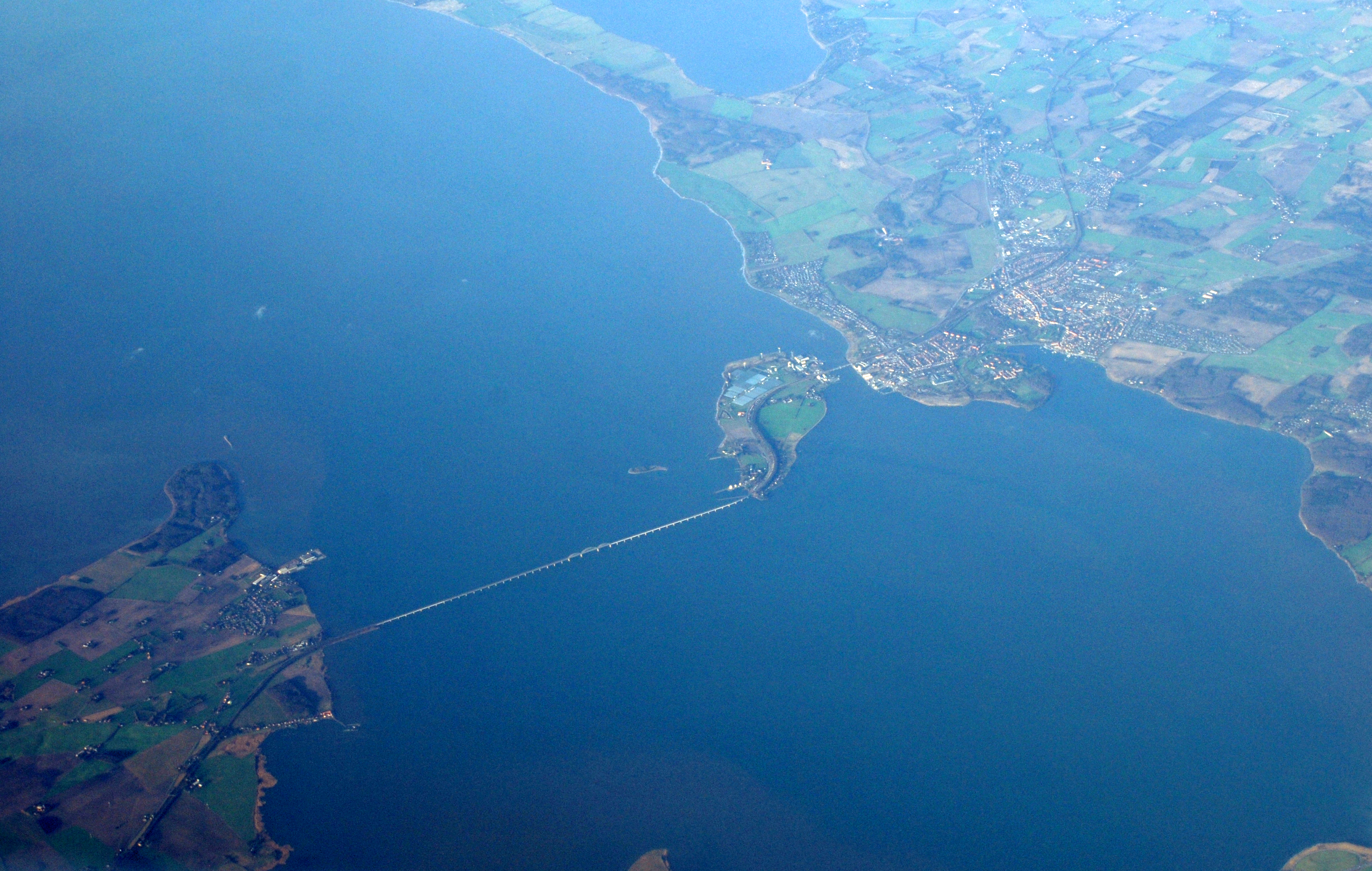
Falster – Storstrømsbroen – Insel Masnedø – Masnedsundbroen – Sjælland (Luftbild v. l. n. r. Norden ist rechtsoben)

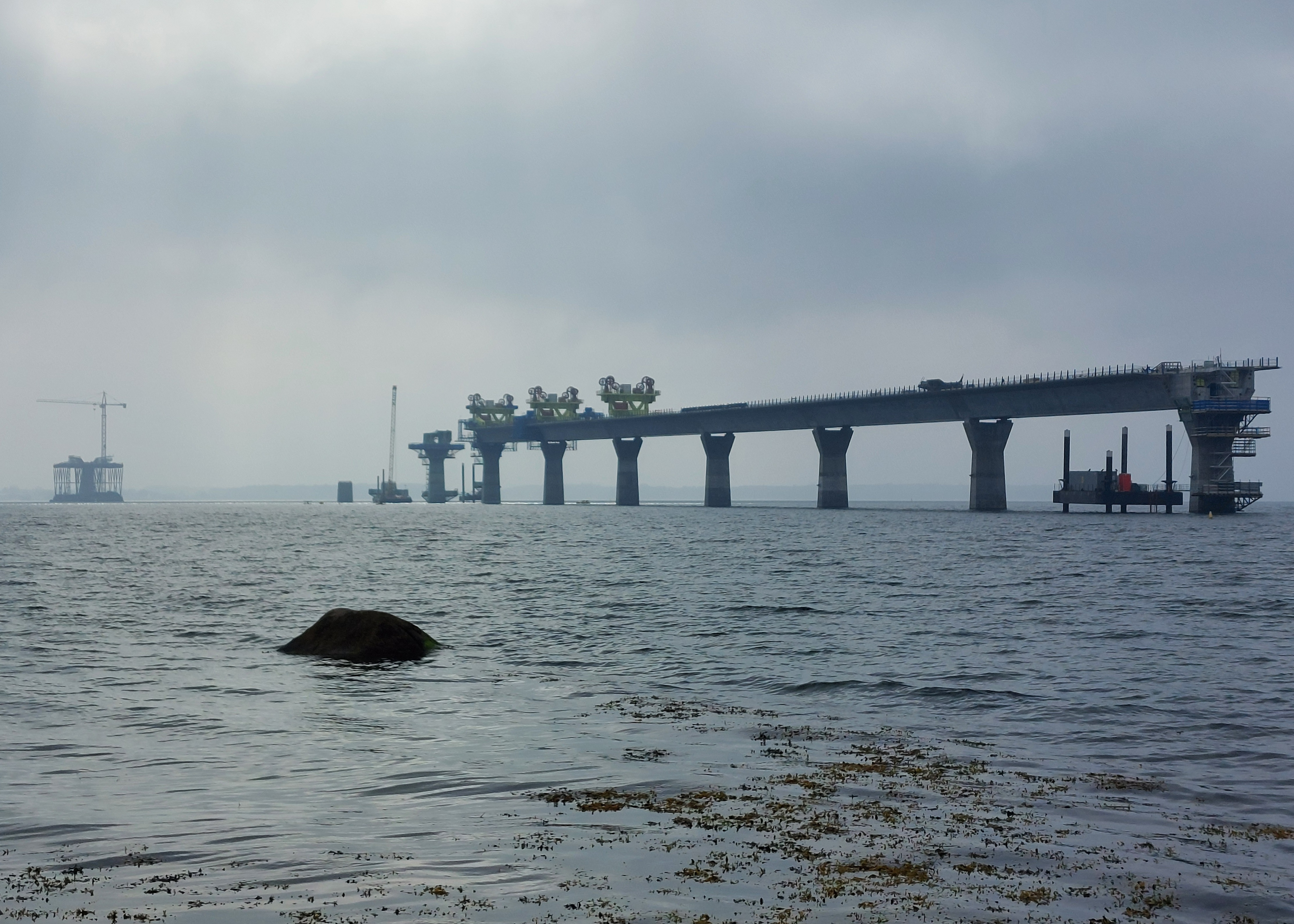
Die im Bau befindliche Neue Storstrømsbroen

Das zwischen 1933 und 1937 erbaute Bauwerk ist eine kombinierte Eisenbahn- und Straßenbrücke. Sie ersetzte eine frühere Eisenbahnfähre an der Bahnstrecke Vordingborg–Nykøbing und überführt die Sekundærrute 153. Zum Zeitpunkt ihrer Fertigstellung war sie die zweitlängste Eisenbahnbrücke Europas (nach der Firth-of-Tay-Brücke). Das von Anker Engelund geplante und von Dorman Long ausgeführte Bauwerk hat 50 Brückenfelder. Die drei Hauptöffnungen mit Stützweiten von 103,90 m + 137,75 m + 103,90 m sind als unechte Bogenbrücken mit untenliegender Fahrbahn ausgeführt worden. Die lichte Höhe beträgt 26 m. Die übrigen Öffnungen bestehen aus stählernen Vollwandträgern mit obenliegender Fahrbahn und haben Stützweiten bis 60 m. Eine Besonderheit der Storstrømbrücke ist, dass an ihr Traversen für eine Hochspannungsfreileitung (110 kV Drehstrom) angebracht sind.
Bei der deutschen Invasion Dänemarks am 9. April 1940 wurde die Brücke von deutschen Fallschirmjägern besetzt. Die dänischen Brückenwachen waren durch den Angriff aus der Luft überrascht und nach kurzem Gefecht entwaffnet worden.
Im Oktober 2011 wurden Risse an der Brücke festgestellt, die eine mehrwöchige Sperrung für den Eisenbahnverkehr mit sich brachten. Da sämtlicher Bahnverkehr einer festen Fehmarnbeltverbindung über die Storstrømbrücke geführt werden müsste, wurden Zweifel laut, ob die Brücke diesen Verkehrsanforderungen noch gewachsen sei. Die Kosten für eine neue Brücke wurden auf 3,9 Mrd. Dänische Kronen veranschlagt (rund 523 Mio. Euro).

## Neue Storstrømsbroen
Das dänische Parlament (Folketing) hat am 21. März 2013 mehrheitlich beschlossen, eine neue kombinierte Straßen- und Eisenbahnbrücke mit Fuß- und Radweg über den Storstrøm zu bauen. Die Brücke soll zwei Fahrstreifen erhalten. Die beiden Eisenbahngleise sollen mit 200 km/h befahrbar sein. Die Planung begann im Jahr 2013. Bis Juni 2015 wurden 5 Bewerber für den Bau der Brücke präqualifiziert, bevor das Ausschreibungsverfahren im Oktober desselben Jahres aufgrund der Verzögerungen bei der festen Fehmarnbeltquerung verschoben wurde. Ein neuer Plan vom Juli 2016 sah vor, mit dem Bau 2017 zu beginnen und ihn 2022 abzuschließen.
Der erste Spatenstich für den Brückenneubau fand Ende September 2018 in Anwesenheit des dänischen Transportministers Ole Birk Olesen statt. Die Baukosten (einschließlich Abriss der vorhandenen Storstrøm-Brücke) werden mit ca. 550 Mio. Euro angegeben. Die neue Brücke sollte 2022 für den Straßen- und 2023 für den Eisenbahnverkehr freigegeben werden. Anschließend wird die heutige Brücke abgerissen. Im Mai 2021 wurde bekannt gegeben, dass die Straßenverbindung 2024 und die Eisenbahnverbindung 2026 eröffnet werden können. Während das ausführende SBJV (Storstroem Bridge Joint Venture) an diesem Ziel festhielt, führte die dänische Straßenbaudirektion eine unabhängige Prüfung durch, deren Ergebnis eine Eröffnung zum Ende 2025 für die Straßen- und Anfang 2027 für die Eisenbahnverbindung abschätzt. Nach Schätzungen der Straßenbaubehörde kann die alte Brücke bis zur Fertigstellung weiterhin genutzt werden.

## Belege
1. ↑  Marcel Prade: Les grands ponts du monde. Première partie, Ponts remarquables d'Europe. Brissaud à Poitiers, ISBN 2-902170-65-3, S. 41
2. ↑  Cathrine Bloch: Voldsomme uenigheder om Storstrømsbro Berlingske online, 15. November 2012, abgerufen am 16. November 2012
3. ↑  Fünf Konsortien präqualifiziert für Bau der Storstrømsbrücke. In: Skand.Baunews. 18. Juni 2015, abgerufen am 4. Februar 2022 (deutsch).
4. ↑  Ausschreibung der Storstrøm-Brücke wegen Fehmarn-Projekt auf Standby. In: Skand.Baunews. 21. Oktober 2015, abgerufen am 4. Februar 2022 (deutsch).
5. ↑  Parteien einigen sich auf Zeitplan für Neubau der Storstrømbrücke. In: Skand.Baunews. 5. Juli 2016, abgerufen am 5. Februar 2022 (deutsch).
6. ↑  Spatenstich für Storstrøm-Brücke. In: Internetauftritt. Allgemeine Bauzeitung, 6. Oktober 2018, abgerufen am 19. Oktober 2018.
7. ↑  En ny bro over Storstrømmen. Banedanmark, 19. März 2013, archiviert vom Original (nicht mehr online verfügbar) am 11. November 2014; abgerufen am 20. März 2013 (dänisch).  Info: Der Archivlink wurde automatisch eingesetzt und noch nicht geprüft. Bitte prüfe Original- und Archivlink gemäß Anleitung und entferne dann diesen Hinweis.
8. ↑  Vorgezogene Arbeiten am Fehmarnbelt. Femern A/S, 11. April 2013, archiviert vom Original (nicht mehr online verfügbar) am 4. Juni 2015; abgerufen am 12. Mai 2013.  Info: Der Archivlink wurde automatisch eingesetzt und noch nicht geprüft. Bitte prüfe Original- und Archivlink gemäß Anleitung und entferne dann diesen Hinweis.
9. ↑  Andreas Höppner: Neue Storstrømsbrücke für 500 Millionen Euro. In: Fehmarnsches Tageblatt online. 11. Juli 2014 (fehmarn24.de – mit Lageplan der vorhandenen und der geplanten Brücke).
10. ↑  Dänemark: Neue Storstrøm-Brücke wird erst 2027 fertig. In: LOK Report. 23. Dezember 2021, abgerufen am 5. Februar 2022 (deutsch).